# Blenheim Orange

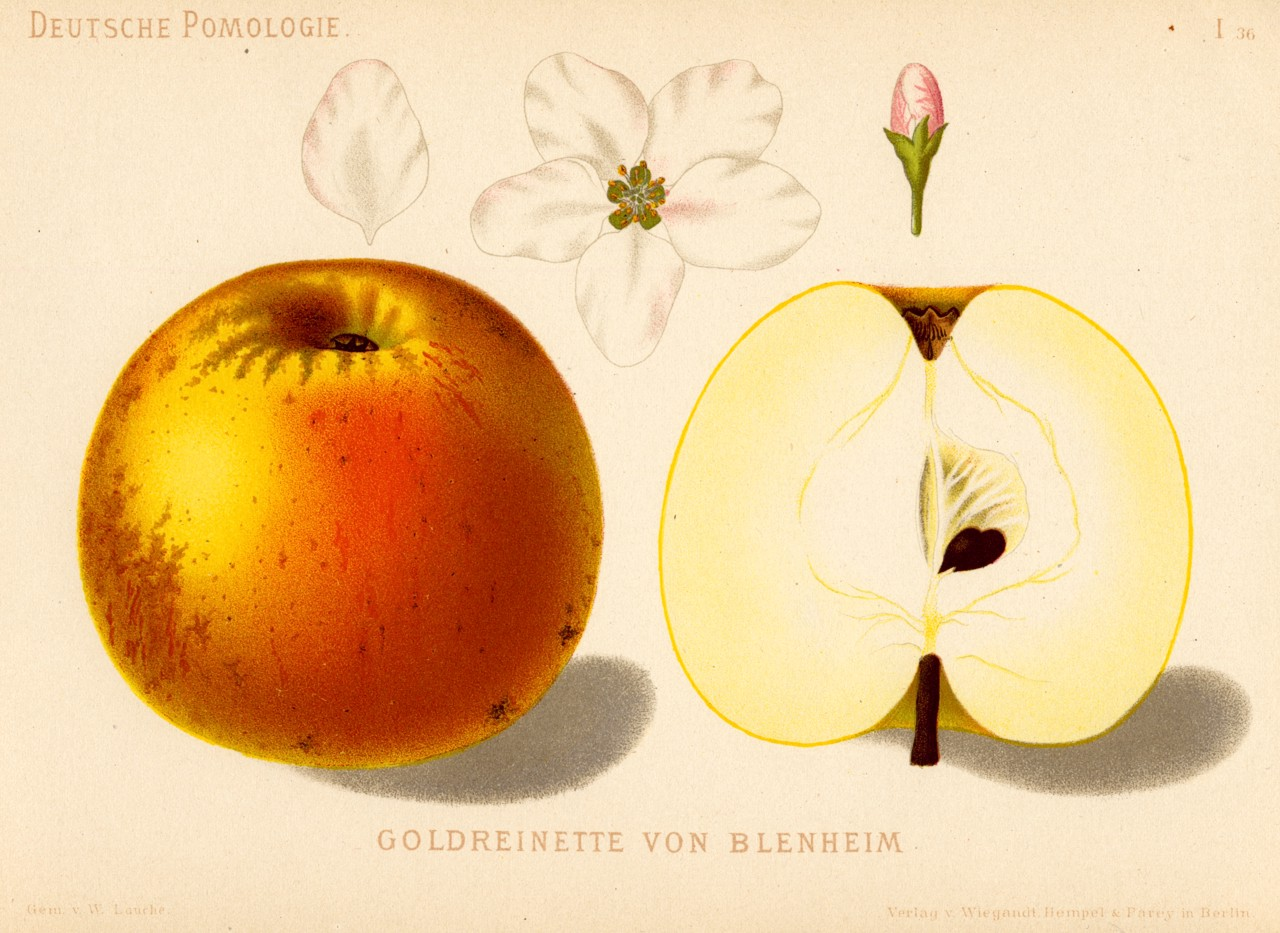
Illustration de la pomme Blenheim

Bleinheim Orange est un cultivar de pommier domestique.

## Synonymes
- Blenheim
- Reinette de Blenheim
- Reinette d'Angleterre[1]

## Description
- Usage : pomme à couteau ou à cuire
- Calibre : gros
- Couleur de l'épicarpe : vert-jaune à orange
- Chair : saveur noisette
- Pédoncule: assez gros, court[2].

## Origine
Woodstock, dans le comté d'Oxford, près de Blenheim en Angleterre aux environs de 1740.

## Pollinisation
Variété triploïde, une difficulté non négligeable pour la pollinisation croisée dans un petit jardin.
- Groupe de floraison : B[3], D selon la pépinière anglaise Keepers...
- S-génotype : S1S3S17[4].
- Pollinisateurs : Cox's Orange Pippin, James Grieve, Ontario...

## Maladies
- Tavelure: légèrement susceptible
- Mildiou: résistant
- Sensible au puceron lanigère

## Culture
- Vigueur du cultivar : forte
- Mise à fruit : lente
- Alternance : marquée.
- Cueillette : fin septembre à début octobre
- Conservation : jusque décembre